# Androcymbium gramineum
Androcymbium gramineum är en tidlöseväxtart som först beskrevs av Antonio José Cavanilles, och fick sitt nu gällande namn av James Francis Macbride. Androcymbium gramineum ingår i släktet Androcymbium och familjen tidlöseväxter. Inga underarter finns listade i Catalogue of Life.